# Komaskowie
Komaskowie (z wł. maestri lub magistri „comacini” - mistrzowie z okolic Como) – rzemieślnicy, budowniczy, architekci i artyści pochodzący z terenów otaczających jezioro Como, leżące na pograniczu Ticino (Szwajcaria) i Lombardii (Włochy), głównie z okolic doliny Intelvia oraz okolic Como, Campione i Lugano. Od średniowiecza przez renesans i barok znani byli jako mistrzowie sztuki budowlanej, a także stiukatorstwa, malarstwa, rzeźby. Na przestrzeni wieków emigrowali do innych krajów europejskich łącząc ich mistrzostwo ze stylami i warunkami lokalnymi. W Polsce zaczęli się pojawiać około 1520 roku. 

## Komaskowie w Polsce
- Giovanni Battista di Quadro z Lugano
- Francesco Borromini z Bissone k. Lugano
- Matteo Castelli z Melide k. Lugano
- Baltazar Fontana z Chiasso
- Paweł Antoni Fontana z Castello Valsolda
- Dominik Merlini z Castello Valsolda
- Giovanni Trevano z Lugano
- Jakub Parr z Bissone k. Lugano